# Aérodrome d'Amiens - Glisy
 (janvier 2018).
Si vous disposez d'ouvrages ou d'articles de référence ou si vous connaissez des sites web de qualité traitant du thème abordé ici, merci de compléter l'article en donnant les références utiles à sa vérifiabilité et en les liant à la section « Notes et références ».
L'aérodrome d'Amiens - Glisy est l'aérodrome de la ville d'Amiens (Somme, Hauts-de-France, France). Situé à l'est de cette ville et implanté sur la commune de Glisy, il est ouvert à la circulation aérienne publique (CAP) et dispose de deux pistes, d'un balisage de nuit télécommandé et d'une approche aux instruments.

## Histoire

### Avant Glisy

#### La section aérienne de l'Automobile Club de Picardie
L'aviation à Amiens commence dès 1897, année lors de laquelle l’amiénois Robart expérimente son aéroplane sur le plateau du Montjoie, au sud de la ville en direction de Saint-Fuscien.
Quelques années plus tard, en 1909, l'Automobile Club de Picardie s'inscrit dans les pas des pionniers picards de l'aéronautique, les frères Caudron, et plus généralement dans l'engouement des Français pour la conquête du ciel, en fondant une section aérienne avec l’aide financière des commerçants amiénois.
À sa tête, René Ransson fonde et organise de nombreux meetings dans toute la région, qui accueillent notamment Roland Garros les 22 et 29 mars 1914.

#### Un premier aérodrome à l'hippodrome
Comme c'est le cas dans de nombreuses villes de France, les meetings aériens nécessitent des surfaces herbeuses accessibles et équipées pour accueillir le public ; les hippodromes se prêtent à merveille à cet usage.
C'est ainsi que, le 9 mai 1909, la 1re fête aéronautique picarde est organisée sur l’hippodrome du Petit-Saint-Jean.
Ce terrain est recommandé comme terrain de secours en cas d'impraticabilité des terrains de Salouël (à l'ouest) ou du Montjoie (au sud).
Au milieu de la Seconde Guerre mondiale, il servira de cible d’atterrissage à l’entraînement des parachutistes allemands.

#### L'aérodrome de Salouël
En 1911, deux membres de la Section Aérienne de Picardie (SAP) acquièrent sur fonds propres un ancien champ de manœuvre, situé entre la route de Rouen et l'actuel stade Delacour, pour en faire un aérodrome privé.
Il est bientôt équipé d'une station d’atterrissage et d'un hangar à avions, inaugurés le 15 juillet 1912 à l'occasion d'une course aérienne Paris – Amiens – Paris. Ces installations intéressent la Marine, puis l'Armée de l'air en plein développement qui rachète le foncier la même année.
Pendant la Première Guerre mondiale, le terrain est investi par la Royal Air Force qui l'agrandit.
Régulièrement utilisé par la suite pour des meetings, courses et concours variés, la SAP envisage en 1922 d'y créer un « port-aviation » (ancêtre de l'aéroport). Cependant, l'armée ne renouvelle pas le bail en 1926 ; le hangar et les infrastructures sont vendus. Toute l'activité aéronautique non militaire se reporte sur l'aérodrome du Montjoie.
Il ne reste rien de ces installations aujourd'hui.

#### L'aérodrome du Montjoie
Aujourd'hui disparu et remplacé par des champs, cet aérodrome était situé au sud de la ville d'Amiens, sur la route de Saint-Fuscien, sur le plateau du Montjoie (à l'est de la D7, entre la limite d'urbanisation actuelle et la rocade).
Il a été fondé le 18 juin 1910 à l'initiative du général Picquart, commandant le 2e corps d’armée, pour un usage militaire.
Ce dernier, également président d'honneur de la SAP, autorise l’utilisation du terrain de manœuvre du Montjoie comme aérodrome et c'est ainsi qu'est créé l’aérodrome d’Amiens, où se dérouleront les plus importantes manifestations aéronautiques jusqu’en juin 1940.
Le terrain servira d'aérodrome de secours à la toute nouvelle ligne de passagers Paris – Londres, bientôt interrompue par la Seconde Guerre mondiale.
En 1931, un hangar est offert à la SAP par un de ses membres et une section de vol à voile est créée, avec achat d’un planeur, bientôt rejoint par deux avions de tourisme : un Caudron C.270 et un Potez 36.
L’école de pilotage ouvre en 1932, dirigée par M. Bideau, tandis que la construction de Pou-du-ciel, dont certains partiront vers l’Afrique, est lancée.
Le Rallye International – Circuit Aérien de Picardie, récompensé par la coupe de Berny et doté de 8 000 francs en espèces, est lancé en 1935 et durera jusque 1940.
Les terrains sont rendus à l'agriculture à l'hiver 1940 et ne reverront plus jamais d'avions.

#### Bertangles, Dury et Monsures
Trois autres terrains privés ont existé dans les environs d'Amiens :
- Bertangles : cet aérodrome à usage privé appartient à la famille de Clermont-Tonnerre, propriétaire d’un Farman. Il servira aux troupes canadiennes durant la Première Guerre mondiale ;
- Dury : le terrain de Dury, utilisé par la Section Touristique de l’Aéro-club de la Somme, possédait un hangar et hébergeait un Potez 36 et un Potez 31 ;
- Monsures : situé après Conty, le château de Monsures, propriété du baron de Foucaucourt, possédait une piste privée utilisée pour de nombreux voyages vers l’Afrique, avec un Caudron Luciole, puis un Farman et un Percival Vega Gull.

### Installation à Glisy

#### Un aéroport pour Amiens
À partir de 1924, la SAP change de dénomination juridique, pour devenir l'Aéro-club de Picardie (ACP), et entreprend les démarches pour doter Amiens d’un aéroport.
La création du ministère de l’Air en 1928 permet d’espérer son ouverture et des réunions ont lieu en 1932, concernant son emplacement. Le site identifié est un terrain situé à l'est de la ville, sur la commune de Glisy, pour lequel le président de la République Albert Lebrun signe un décret déclarant d’utilité publique les travaux à entreprendre par la commune d’Amiens en décembre 1935.
Des difficultés d’acquisitions amiables conduisent à ce que soit envisagé le recours à l’expropriation au nom de la Défense nationale, au-delà des limites définies dans la convention avec la ville. Les lenteurs de la procédure civile aboutirent à ce que le projet se transforme en celui d’un terrain d’aviation militaire permettant à l’État d’exercer lui-même, en procédure d’urgence, son droit d’exproprier.
Le ministre de l’Air prescrit l’expropriation des 95 hectares constituant l’emprise initiale de l’aérodrome ; 13 ha supplémentaires sont expropriés en mai 1937, afin que puisse s’établir provisoirement à Glisy un groupe aérien régional. Une troisième expropriation, portant cette fois sur 80 ha, intervint en mars 1939 en vue de l’installation à Amiens d’une escadre de reconnaissance (Groupe aérien d'observation 502).

#### Avant-guerre: une première plate-forme
Le terrain initial mesure 95 ha et comprend deux pistes avec balisage : la première est orientée Est – Ouest et mesure 1 100 m, tandis que la seconde, orientée Nord-Est – Sud-Ouest, mesure 1 500 m.
Deux hangars de 30 m par 20 m et un tarmac de 6 000 m2 sont édifiés, ainsi qu'un certain nombre de constructions basses à usage militaire. Le tout est alimenté par un transformateur à haute tension et un puits local d'eau potable.
L'ouverture au trafic militaire est autorisée dès 1938 et le Cercle Aérien Régional, qui entraîne les réservistes militaires sur le terrain du Montjoie depuis 1935, s'installe à Glisy en 1937 et se compose de 26 hommes ; il devient le Groupe aérien d'observation 502 et établit sa base à Glisy. Il possède six avions ANF Les Mureaux 115, un Potez 25 et un Hanriot 472.

#### Pendant la guerre
Au printemps 1940, le Groupe aérien d'observation quitte Glisy pour Attigny, et c'est le Squadron no 87 de chasseurs (équipé de Hawker Hurricane) de la Royal Air Force qui investit brièvement le terrain avant de céder la place, le 18 mai 1940, à la Luftwaffe. On retrouve alors à Glisy des Focke-Wulf Fw 190, des Heinkel He 111 et des Dornier Do 215. À partir de 1942, des Junkers Ju 52 sont également basés à Glisy, pour l’entraînement des parachutistes.
La Luftwaffe recense le terrain comme Fliegerhorst Amiens-Glisy et bétonne les deux pistes, en portant leur longueur à 1 700 et 1 530 m. Trois zones de dispersion, totalisant 41 abris protégées par une Flak particulièrement intense, complètent l'ensemble dans le cadre du mur de l'Atlantique.
En septembre 1944, la Royal Air Force est de retour, avec les Squadron 137, 182, 247 et 438, rejoints à la fin de l'année par les Squadron 488 et 219 équipés de Mosquito.
Sur le plan civil, toute l'activité aéronautique est suspendue et se limite au modélisme.

#### Après-guerre
Il fut décidé, en 1945, de préserver l’ensemble laissé par l’Occupant, en procédant aux acquisitions foncières nécessaires et en déplaçant vers le sud le tracé de l'actuelle RN 39, bien que l'Armée de l'Air renonce en 1951 à inclure le site d’Amiens dans ses programmes d’infrastructure.
Le terrain, désormais vide de toute activité militaire, est timidement utilisé par l'aéro-club qui y fait voler difficilement deux Stampe SV-4. Les planeurs réapparaissent dans les années 1950 et, peu à peu, l'aéronautique de loisirs reprend ses droits.
Dans les années 1960, l’aérodrome d’Amiens - Glisy prend un nouveau départ vers un développement où aviation d'affaires, évacuations sanitaires, loisirs et tourisme deviennent son quotidien.

#### Depuis les années 1970
Avec le temps, l'aérodrome coûte cher à entretenir et devient surdimensionné pour son usage. Une partie des terrains est rendue à la culture et la piste Nord – Sud disparaît dans les années 1970.
La piste restante est asphaltée sur une partie réduite (ramenée à 1 300 m). Cependant, en mai 2008, un audit diligenté par la DGAC sur l'état des équipements menace l'aérodrome de fermeture sous un an, en l'absence de travaux de mise en sécurité.
La gestion passe de la chambre de commerce et d'industrie d'Amiens à la communauté d'agglomération le 12 octobre 2008, juste après le changement de majorité politique, afin de lancer les travaux de rénovation d'urgence. La piste principale est reprise, les marquages repeints et le balisage remplacé. Le 2 mai 2009, cette piste est inaugurée.
L'AFIS est supprimé le 1er juillet 2022.

## Principaux utilisateurs basés
- Aéroclub de Picardie Amiens Métropole, incluant Amiens Voltige
- Aéroclub d'Amiens-Glisy
- Air Flash (ULM)